# Проспект Нефтяников (Салават)
проспект Нефтяников — улица Салавата в центре города.

## История
Застройка проспекта началась в 1959 году.
Улица застроена в основном кирпичными 3-4-х этажными домами.

## Трасса
Проспект Нефтяников начинается от площади В. И. Ленина и заканчивается у улицы Октябрьская.

## Транспорт
По проспекту Нефтяников маршрутные такси и автобусы не ходят.

## Примечательные здания
На проспекте Нефтяников находятся здания Салаватской типографии и центрального телеграфа.
В доме № 22 находится редакция газеты «Выбор».